# Рудзицкий, Артур Иосифович
Артур Иосифович Рудзицкий (род. 14 июня 1968, Киев) — украинский общественный деятель, историк книги, переводчик.
Внук деятеля украинской и русской культуры Владимира Вайсблата (1882—1945), правнук главного раввина Киева Нухима Вайсблата. Состоит также в родстве с фотохудожником Ман Реем (настоящее имя Эммануил Рудзицкий), украинским переводчиком Евгением Дробязко и дирижёром Юрием Файером (внучатый племянник), актёром Львом Лемке (двоюродный племянник).
С 14 лет писал статьи по истории книги. Автор вышедшей отдельным изданием росписи содержания журнала «Искусство в Южной России» (1991) (второе издание, дополненное и исправленное- 2018 год (издательство  "Алмаз", Нью-Йорк), книги о художнике Эмиле Преториусе (Киев: Медиа-Украина, 1992). Подготовил в (1994) и в 2019  году переиздания украинского перевода сборника Ицхока Лейбуша Переца «Народные предания», выполненного его дедом Владимиром Вайсблатом в соавторстве с М. Зеровым, и написал к этой публикации предисловие. Перевёл воспоминания скульптора Жака Липшица об Амедео Модильяни (1991, журнал «Всесвит»). Отдельные статьи посвящены жизни и творчеству Павла Тычины, Бруно Шульца, Леонида Мясина, Абрама Минчина, Тамары Лемпицкой и др.
В сентябре 2012 инициативу Артура Рудзицкий о переименовании в Киеве улицы Боженко в улицу Казимира Малевича (на которой — тогда ул. Бульонской — в 1879 году родился великий художник Казимир Малевич) поддержали депутаты Киевского городского совета.
В 2019 году написал и издал монографию об украинском художнике-бойчукисте Василе Седляре: "Ілюстратор "Кобзаря" Василь Седляр та його доба".
В 2020 году подготовил и вместе с Книжной палатой Украины издал мемуары Николая Прахова "Страницы прошлого".
В 2021 году подготовил "Кобзаря" Т.Шевченко со всеми иллюстрациями Василя Седляра.
2021 - инициатор установления в Украине Дня памяти украинцев, которые спасали евреев в годы Второй мировой войны. Проект постановления №4479 на заседании Верховной Рады 2 февраля поддержало 344 депутата.
В 1996—2013 годах президент Всеукраинской Ассоциации издателей и распространителей прессы (uk:Всеукраїнська асоціація видавців та розповсюджувачів преси). 
С 2010 - президент Ассоциации европейских журналистов. Выступает как эксперт по украинскому рынку печати и периодики в российских и украинских СМИ.